# Ben Kasica
Benjamin Judah Kasica (nacido el 15 de abril de 1984) es el exguitarrista de la banda de rock Skillet. Se unió a la banda en 2001 a la edad de dieciséis años, y ha grabado los álbumes Collide, Comatose (que fue oro el 18 de noviembre de 2009) y Awake con ellos. El no se unió a la banda hasta cinco años de su existencia, sólo tenía doce años cuando la banda se formó en primer lugar.